# Rudolf Gross (Physiker)
Rudolf Gross (* 1956) ist ein deutscher Physiker und Hochschullehrer mit Schwerpunkt Tieftemperatur-Festkörperphysik.

## Leben und Wirken
Nach dem Physikstudium promovierte (Dr. rer. nat.) er an der Eberhard Karls Universität Tübingen. Im Anschluss forschte er in Tsukuba (Japan) und am Thomas J. Watson Research Center. 1993 habilitierte er sich und übernahm 1995 einen Lehrstuhl an der Universität zu Köln. 2000 wurde er Leiter des Walther-Meißner-Instituts für Tieftemperaturforschung der Bayerischen Akademie der Wissenschaften und Professor für Technische Physik an der Technischen Universität München. Er ist Vorstandsmitglied des Forschungs-Clusters Nanosystems Initiative Munich und Kuratoriumsmitglied des Physik Journals sowie Mitglied von Editorial Boards (Physica C und European Physical Journal B) und wissenschaftlichen Beiräten. Am 1. August 2023 übernahm er die wissenschaftliche Leitung des Munich Quantum Valley und damit die Geschäftsführung des Munich Quantum Valley e.V.

## Mitgliedschaften
2003 wurde er ordentliches Mitglied der Bayerischen Akademie der Wissenschaften, 2021 außerordentliches Mitglied der Deutschen Akademie der Technikwissenschaften (acatech).

## Auszeichnungen
- 1984: Dr.-Friedrich-Förster-Preis
- 2007: Heinz Maier-Leibnitz Medaille